# 香蘭駅
香蘭駅（こうらんえき）は台湾台東県太麻里郷にあった台湾鉄路管理局南迴線の廃駅。

## 歴史
- 1989年7月25日 - 卑南（現台東）から知本駅まで南迴線が部分開業したのに併せて開設された。無人駅であった[1]。
- 1992年10月5日 - 南迴線正式開業に伴い駅員が配置され三等駅となった[2]。
- 1997年2月19日 - 廃止された。

## 駅構造
- 島式ホーム1面2線の地上駅であった。駅本屋側に側線2線を備え、駅舎とホームは地下道で往来する[3]。廃止後もホームと駅舎は残っている[4]。

## 利用状況
年別利用推移は以下のとおり。
| 年   | 年間  | 年間 | 年間   | 年間   | 1日平均 | 1日平均 |
| 年   | 乗車  | 下車 | 乗降計 | 出典   | 乗車    | 乗降計  |
| ---- | ----- | ---- | ------ | ------ | ------- | ------- |
| 1992 | 47    | 23   | 70     | [ 5 ]  | 0       | 0       |
| 1993 | 153   | 125  | 278    | [ 6 ]  | 0       | 1       |
| 1994 | 132   | 95   | 227    | [ 7 ]  | 0       | 1       |
| 1995 | 133   | 179  | 312    | [ 8 ]  | 0       | 1       |
| 1996 | 175   | 171  | 346    | [ 9 ]  | 0       | 1       |
| 1997 | 1,070 | 215  | 1,285  | [ 10 ] | 22      | 26      |

## 駅周辺
- 太平洋

## 隣の駅
台湾鉄路管理局
南迴線（旧線）
金崙駅 - 香蘭駅 - 太麻里駅